# Ne szeress, ne szeress
A Ne szeress, ne szeress Gyurkovics Tibor 1970-es regénye.
Főhőse egy fiatal idegorvos, maga a történet tulajdonképpen a főhős egy napjának, karácsonyi inspekciójának ideje alatt játszódik, s ezalatt, munka közben éli át szerelmük történetét, szétdobálva e szerelem kronológiáját, ahogy asszociációi parancsolják. Szerelmük tilos szerelem, mert a nő asszony, s boldogságuk lopott boldogság, tele a tilalmak buktató erejével. Szükségük van egymásra, mégis taszítják egymást, a bujkálások kikezdik a legőszintébb érzéseiket, mint a mézet a belékerült morzsa. Érezhető - mert nincs ugyan kimondva -, hogy szerelmük nem tudja legyőzni az akadályokat.